# شوب‌محله
شوب‌محله، دهی است از روستای کشتلی از توابع دهستان گتاب شمالی و بخش گتاب از شهرستان بابل در استان مازندران ایران.
مردمان روستا به اموری چون کشاورزی (برنجکاری و باغ مرکبات و سیفی کاری به صورت محدود) و دامداری مشغول می‌باشند. این روستا خود مرکب از پنج روستای میدان‌سر کشتلی، شوب‌محله، چناربن، پائین‌محله کشتلی و سیدکلا (گتاب) است.
در تقسمات کشوری جدید شوب‌محله قسمتی از دهستان گتاب شمالی محسوب می‌شود.
روستای شوب‌محله از شمال به میدانسر و غرب به پایین محله و شرق رودخانه بابلرود (روستای گنج افروز) و در جنوب به ولوکلا و جنوب غرب به چناربن ختم می‌شود.

## راه ارتباطی شوب‌محله
```
شوب‌محله => چناربن => پایین محله => گتاب => بابل 
شوب‌محله => میدانسر => سیدکلا => چاری => بابل
شوب‌محله => میدانسر => سرست => بابل
```

## کشتلی(کشتله)
کشتلی . [ ک ِ ت ِ ] (اِخ ) در فرهنگ دهخدا بدینگونه معرفی شده‌است." دهی است از دهستان مشهد گنج افروز بخش مرکزی شهرستان بابل واقع در 12 هزارگزی جنوب بابل و یک هزارگزی باختر شوسه ٔ فرعی بابل به بابل کنار با 1100تن سکنه"
. اما نام "کشتلی" بر اساس نظر بزرگان روستا از سه حالت زیر به وجود آمده‌است.
1- کشتلی مرکب از دو کلمهٔ کشتی و محله باشد چون سابقاً مسابقات کشتی محلی در آن برگزار می‌شده‌است.
2- نام روستای کشتلی برگرفته از نام پرنده کشتل است که در گذشته فراوان در داخل روستا دیده میشد.
3-عبور کشتی‌های کوچک از رودخانه بابلرود که در کنار روستا قرار گرفته‌است.

## جمعیت
این روستا در دهستان گتاب شمالی قرار دارد و براساس سرشماری مرکز آمار ایران در سال ۱۳۹۵، جمعیت آن ۵۳۶ نفر (۱۸۶ خانوار) بوده‌است.